# Miková
Miková (em russino: Микова; em húngaro: Mikó) é uma vila e município (obec; plural: obcí) do nordeste da Eslováquia, situado no distrito de Stropkov, na região de Prešov. Tem 12,72 km² de área e sua população, em 2021, foi estimada em 137 habitantes.

## História
Nos registros históricos, a localidade foi mencionada pela primeira vez em 1390. Era chamada Mikova, até 1899. 
O vilarejo é mais conhecido por ser a terra dos ancestrais do artista estadunidense Andy Warhol, cujos pais, Julia Zavacky-Varchola e Andrej Varchola (ou  Warhola), emigraram para os Estados Unidos no início do século XX. Quando Andrej Warhola se transferiu para os Estados Unidos, às vésperas da Primeira Guerra Mundial, Mikova fazia parte do Império Austro-Húngaro. Quando Julia o seguiu, em 1921, o vilarejo se tornara parte da Checoslováquia, país que, em 1993, seria dividido em dois - Chéquia e Eslováquia.
Culturalmente, Miková era parte da Rutênia, uma nação que existiu como entidade política por apenas um dia em 1939, mas que sobreviveu durante séculos como cultura e com uma língua própria, entre a Eslováquia, a Ucrânia e a Polônia. Os pais de Andy Warhol falavam ruteno, e o artista o compreendia  bastante bem. 

## Geografia
O município fica a uma altitude de 415 metros e cobre uma área de 12.715 km2. Sua população é de aproximadamente 158 pessoas.

## Demografia
| Ano:        | 1994 | 2004   | 2014   | 2024   |
| ----------- | ---- | ------ | ------ | ------ |
| Broj ljudi: | 175  | 158    | 148    | 136    |
| Razlika:    |      | -9,71% | -6,32% | -8,10% |

| Ano:               | 2023 | 2024   |
| ------------------ | ---- | ------ |
| Número de pessoas: | 133  | 136    |
| Diferença:         |      | +2,25% |

## External links
- Media relacionados com Miková no Wikimedia Commons
- «Página oficial»